# مهمت فردا
مِهمِت فِردا (انگلیسی: Mehmet Ferda؛ زادهٔ ۳۰ اکتبر ۱۹۶۳) یک هنرپیشه ترک‌تبار اهل بریتانیا است. وی از سال ۱۹۹۵ میلادی تاکنون مشغول فعالیت بوده‌است.
والدین وی اصالتاً از ترک‌های قبرس هستند. وی در سال ۱۹۶۳ در چلسی چشم به جهان گشود. در سن شش سالگی، مادرش او را به قبرس، جایی که پدرش در آنجا وزیر کشاورزی بود، برد.
متعاقب تلاش برای ترور پدرش، زمانی که او ۱۲ ساله بود، به همراه خانواده به لندن بازگشت.
فردا در رشته روانشناسی و کارشناسی ارشد مدیریت بازرگانی به تحصیل پرداخت. سپس شروع به بازی در تبلیغات تلویزیونی کرد و در نهایت در آکادمی موسیقی و هنرهای نمایشی لندن پذیرفته و با مدرک کارشناسی ارشد در رشته بازیگری فارغ‌التحصیل شد.
از آثاری که وی در آن نقش داشته می‌توان به مجموعه تلویزیونی ام آی فایو و فیلم‌های هفت‌تیر و اویتا اشاره کرد. فردا همچنین تهیه‌کنندگی آثاری نظیر بدل شیطان و نامیزه را به انجام رسانده است.